# ジェレミー・ウォーカー (野球)
ジェレミー・プライス・ウォーカー（Jeremy Price Walker, 1995年6月12日 - ）は、アメリカ合衆国ノースカロライナ州デイビー郡アドバンス出身のプロ野球選手（投手）。右投右打。MLBのサンフランシスコ・ジャイアンツ傘下所属。

## 経歴

### プロ入りとブレーブス時代
2016年のMLBドラフト5巡目（全体139位）でアトランタ・ブレーブスから指名され、プロ入り。傘下のアパラチアンリーグのルーキー級ダンビル・ブレーブスでプロデビュー。13試合（先発5試合）に登板して3勝3敗、防御率3.18、37奪三振を記録した。
2017年はA級ローム・ブレーブスでプレーし、27試合に先発登板して7勝11敗、防御率3.97、100奪三振を記録した。
2018年はA+級フロリダ・ファイヤーフロッグスとAAA級グウィネット・ストライパーズでプレーし、2球団合計で26試合に先発登板して6勝11敗、防御率3.84、101奪三振を記録した。オフにはアリゾナ・フォールリーグに参加し、ピオリア・ハベリーナズに所属した。
2019年は開幕をAA級ミシシッピ・ブレーブスで迎えた。AAA級グウィネットを経て7月24日にメジャー契約を結んでアクティブ・ロースター入りし、26日のフィラデルフィア・フィリーズ戦でメジャーデビュー。この年メジャーでは6試合に登板して防御率1.93、6奪三振を記録した。
2021年2月12日に自由契約となった。

### ジャイアンツ傘下時代
2021年2月24日にサンフランシスコ・ジャイアンツとマイナー契約を結んだ。

## 投球スタイル
時速150km/hのシンカーと横の変化が大きいカーブを主体としている。ゴロを打たせることに主眼を置き、ストライクゾーンにどんどん投げ込んでくるが奪三振率も平均以上であり、一発のリスクも低い。

## 詳細情報

### 年度別投手成績
| 年 度    | 球 団    | 登 板 | 先 発 | 完 投 | 完 封 | 無 四 球 | 勝 利 | 敗 戦 | セ 丨 ブ | ホ 丨 ル ド | 勝 率 | 打 者 | 投 球 回 | 被 安 打 | 被 本 塁 打 | 与 四 球 | 敬 遠 | 与 死 球 | 奪 三 振 | 暴 投 | ボ 丨 ク | 失 点 | 自 責 点 | 防 御 率 | W H I P |
| -------- | -------- | ----- | ----- | ----- | ----- | -------- | ----- | ----- | -------- | ----------- | ----- | ----- | -------- | -------- | ----------- | -------- | ----- | -------- | -------- | ----- | -------- | ----- | -------- | -------- | ------- |
| 2019     | ATL      | 6     | 0     | 0     | 0     | 0        | 0     | 0     | 0        | 0           | ----  | 38    | 9.1      | 9        | 0           | 4        | 0     | 0        | 6        | 0     | 0        | 2     | 2        | 1.93     | 1.39    |
| MLB：1年 | MLB：1年 | 6     | 0     | 0     | 0     | 0        | 0     | 0     | 0        | 0           | ----  | 38    | 9.1      | 9        | 0           | 4        | 0     | 0        | 6        | 0     | 0        | 2     | 2        | 1.93     | 1.39    |

- 2020年度シーズン終了時

### 背番号
- 63（2019年）